# Воронцовское сельское поселение (Омская область)
Воронцовское се́льское поселе́ние — муниципальное образование в Полтавском районе Омской области Российской Федерации.
Административный центр — село Воронцовка.

## История
Статус и границы сельского поселения установлены Законом Омской области от 30 июля 2004 года № 548-ОЗ «О границах и статусе муниципальных образований Омской области».

## Население
| 2010  | 2011  | 2012  | 2013  | 2014  | 2015  | 2016  |
| ----- | ----- | ----- | ----- | ----- | ----- | ----- |
| 1815  | ↘1808 | ↘1776 | ↘1737 | ↘1726 | ↘1675 | ↘1651 |
| 2017  | 2018  | 2019  | 2020  | 2021  | 2023  |       |
| ↘1640 | ↘1619 | ↘1584 | ↘1559 | ↘1408 | ↘1356 |       |

## Состав сельского поселения
| № | Населённый пункт | Тип населённого пункта       | Население |
| - | ---------------- | ---------------------------- | --------- |
| 1 | Воронцовка       | село, административный центр | ↘910      |
| 2 | Никоновка        | село                         | ↘314      |
| 3 | Новотимофеевка   | деревня                      | ↘161      |
| 4 | Святогорск       | деревня                      | ↗286      |
| 5 | Щегловка         | деревня                      | ↘144      |